# MediaMarkt
MediaMarkt is een Duitse winkelketen die gespecialiseerd is in consumentenelektronica. Het is een dochteronderneming van Ceconomy, waartoe ook Saturn behoort.

## Geschiedenis
De onderneming werd in 1979 in München opgericht door Erich en Helga Kellerhals, Leopold Stiefel en Walter Gunz. In 1993 nam het bedrijf concurrent Saturn over en werd de MediaMarkt-Saturn Holding opgericht. In 1996 had METRO Group 70 procent van de aandelen verworven. Al sinds 1988 had Kaufhof, onderdeel van de METRO Group, 54 procent van de aandelen in handen.

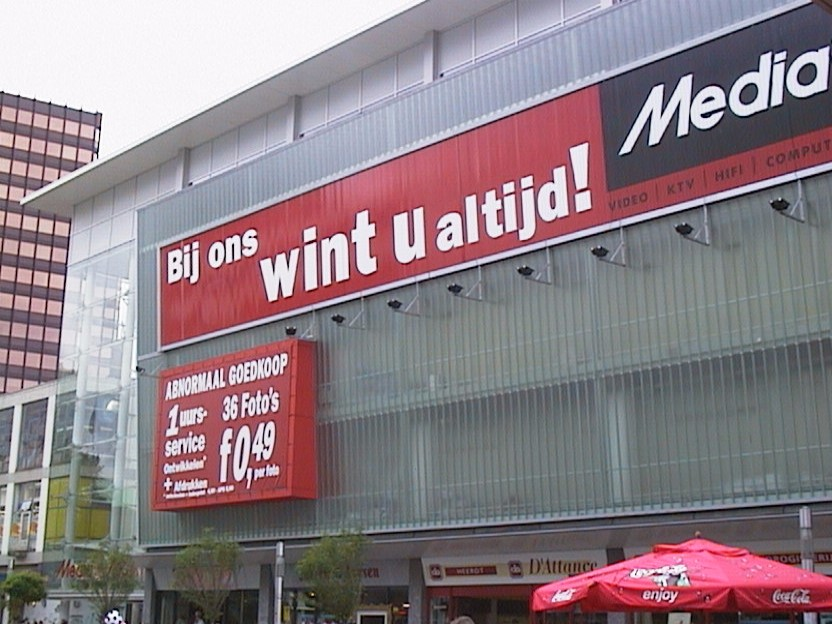
MediaMarkt Rotterdam Centrum in 2000

Expansie volgde snel, eerst in Duitsland, maar later ook in de rest van Europa, waaronder in België, Italië, Nederland, Oostenrijk, Portugal, Spanje, Zweden en Zwitserland. In november 1999 werd de eerste Nederlandse vestiging geopend in Rotterdam. Later, in 2006, werd ook de formule van zustermerk Saturn in Nederland gelanceerd, maar deze werden in 2014 omgebouwd tot MediaMarkt-vestigingen. In België werd het merk in 2007 geïntroduceerd en in 2013 omgebouwd.
Door een herstructurering van de Belgische-tak van de MediaMarkt werd er in 2021 aangekondigd dat er in de twee daaropvolgende jaren ongeveer 450 banen zouden verdwijnen. Anno 2022 is MediaMarkt met zo'n 900 winkels, ruim 38.000 medewerkers in 12 Europese landen uitgegroeid tot de grootste retailer op het gebied van consumentenelektronica.

## Organisatie
De leiding van MediaMarkt is grotendeels gedecentraliseerd. Per land bestaat er een MediaMarkt-holding en iedere vestiging is een zelfstandig opererende onderneming met een eigen rechtspersoon. Al de vestigingen voeren wel dezelfde aanbiedingen, die eveneens op de website geldig zijn.

### Prijsbeleid
Doorgaans wordt met een select aantal aanbiedingen geadverteerd, waarbij de meeste product-categorieën gedekt worden. Tegelijkertijd is het reguliere assortiment geprijsd op de gemiddelde marktprijs. Veel vestigingen kennen wachtrijen vergelijkbaar met een supermarkt, ongebruikelijk voor een elektronicawinkel.

### Filialen

Landen met MediaMarkt-vestigingen

MediaMarkt heeft vestigingen in België, Duitsland, Griekenland, Hongarije, Italië, Luxemburg, Nederland, Oostenrijk, Polen, Portugal, Spanje, Turkije, Zweden en Zwitserland. Er zijn in deze landen meer dan 900 vestigingen, waaronder 55 (2023) in Nederland, 22 (2023) in België en 2 (2023) in Luxemburg. De vestiging Rotterdam Centrum is Nederlands eerste en tevens ook grootste MediaMarkt qua vloeroppervlakte en in november 2021 omgebouwd tot 'Tech Village'. De MediaMarkten in Rotterdam en in Amsterdam zijn in Nederland de grootste winkels qua omzet. 
In 2009 werd in de Duitse stad München de op dat moment grootste vestiging geopend, als onderdeel van het nieuwe winkelcentrum daseinstein. Het vloeroppervlak van de vestiging bedroeg zo’n 10.000 m².

### Marketing
In maart 2024 werd bekend dat MediaMarkt een driejarige overeenkomst had gesloten als shirtsponsor van de Nederlandse voetbalclub Feyenoord. Het bedrijf volgt hiermee EuroParcs op. De overeenkomst zou een gegarandeerde waarde hebben van bijna 20 miljoen euro, die door bonussen nog verder op zou kunnen lopen. De deal werd op 3 april 2024 officieel bevestigd.

## Controverses

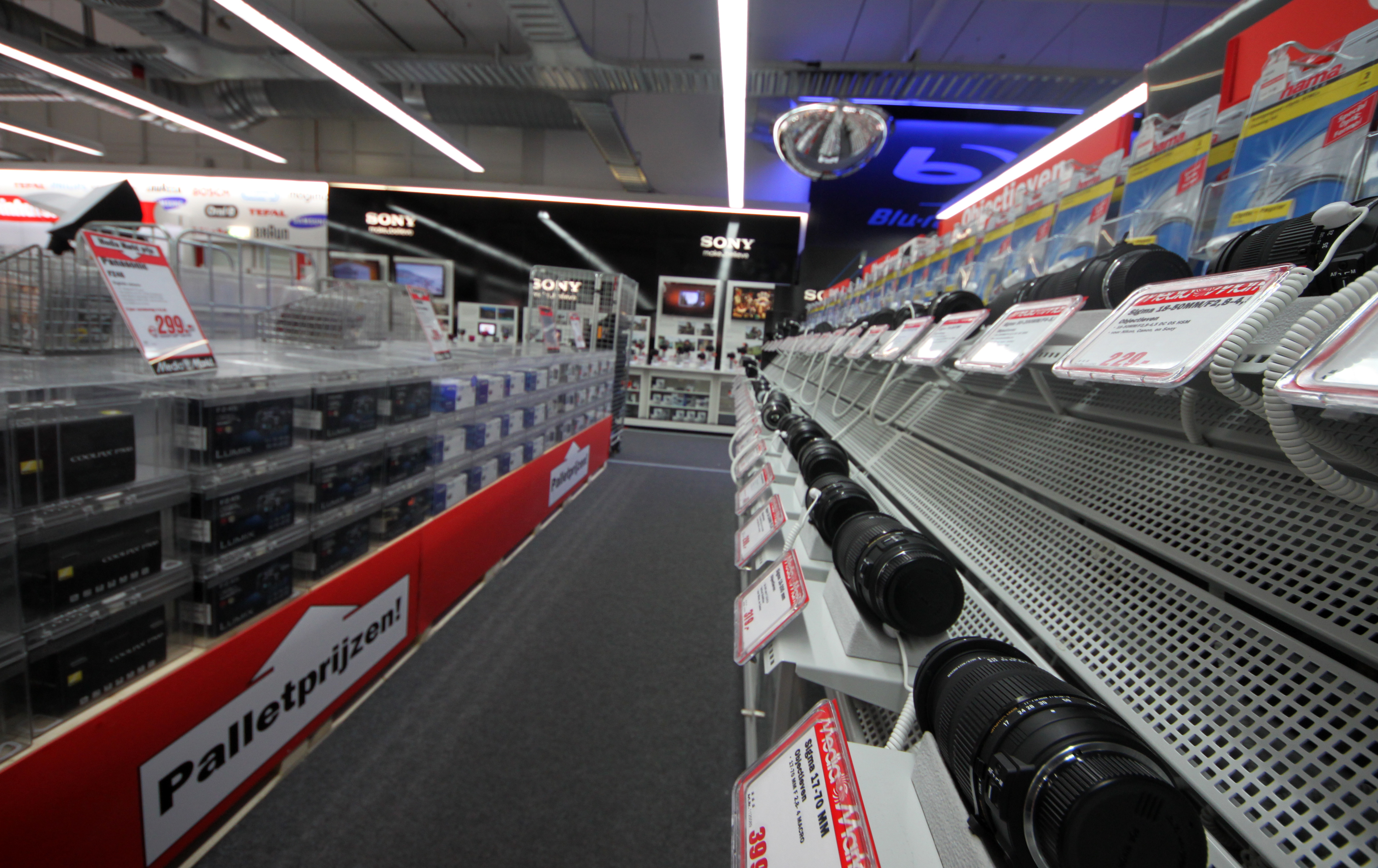
Een stellage met objectieven voor fotocamera's in de MediaMarkt van Amsterdam